# Clarence (Australia)
Clarence – miasto w Australii, w stanie Nowa Południowa Walia.